# Orges Shehi
Orges Shehi (Durrës, 25 de setembro de 1987) é um futebolista profissional albanês que atua como goleiro, atualmente defende o Skënderbeu Korçë.

## Carreira
Orges Shehi fez parte do elenco da Seleção Albanesa de Futebol da Eurocopa de 2016.